# Les Principes de la philosophie de Descartes
Les Principes de la philosophie de Descartes, de son titre original en latin Principia philosophiae cartesianae est un ouvrage du philosophe néerlandais Baruch Spinoza. Publié à Amsterdam en 1663, il s'agit d'une tentative de description rigoureuse de la philosophie de Descartes, puis d'une explication plus prosaïque de la métaphysique cartésienne. Il est issu des cours délivrés par le philosophe à Voorburg.